# Joaquín Boghossian
Joaquín Antonio Boghossian Lorenzo (Montevideo, 19 de junio de 1987) es un exfutbolista y actual entrenador uruguayo. Se retiró jugando como delantero centro en el Club Atlético Cerro de la Primera División de Uruguay. Actualmente es director técnico de Albion de la Segunda División Profesional de Uruguay.

## Trayectoria
Debutó en la temporada 2005-06 con el Club Atlético Cerro. Logró clasificar a la Copa Libertadores 2010. Su retiro del fútbol profesional se produjo el 29 de marzo de 2021, jugando para el Club Atlético Cerro ante Wanderers.

### Newell's Old Boys
Fue enviado a préstamo a Newell's Old Boys, club donde fue figura durante el torneo Apertura 2009, saliendo subcampeón del mismo y goleador del equipo. Marcó 17 goles, siendo muy recordado por la hinchada leprosa por su juego aéreo y particular festejo. Compartió plantel con Nahuel Guzmán, Rolando Schiavi,Mauro Formica,Diego Mateo, Lucas Bernardi, etc. Es recordado también, por anotar en el clásico rosarino.

### Red Bull Salzburgo
Luego de su frustrado traspaso a la Lazio, fue transferido al Red Bull Salzburgo por 3,00 mill. €. Fue elegido para reemplazar a Marc Janko quien había sido transferido al Twente. Compitió en la delantera con el brasileño Alan y el suizo Johan Vonlanthen.
Luego de no tener una gran temporada con Red Bull de Austria, fue enviado a préstamo por una temporada al Club Nacional. Jugó la Copa Libertadores 2012, alternando en 2 partidos contra Vasco da Gama y Alianza Lima. Jugó al lado de Álvaro Recoba y Matías Vecino. A su vuelta al Red Bull, no pudo encajar de titular debido al gran momento del senegalés Sadio Mané.
Pasó a préstamo por 6 meses al Cercle Brugge. Luego llegó a Quilmes por pedido de Nelson Vivas.
Jugó la Copa Sudamericana 2017 con Arsenal de Sarandí, anotándole al Juan Aurich de Chiclayo.
El 28 de junio de oficializó el fichaje de Escopeta al Sport Huancayo, club con el que jugará el Campeonato Descentralizado 2018 y la Copa Sudamericana 2018. Fue contratado para reemplazar al colombiano Charles Monsalvo quien fue echado del club por indisciplina, además competirá por el puesto de delantero con el paraguayo Carlos Neumann. Nunca pudo consolidarse como titular, siendo la principal pieza en ataque, logró clasificar a la Copa Sudamericana 2019.

## Selección nacional juvenil
Boghossian formó parte de la selección sub-20 de su país que participó en el Sudamericano Sub-20 de 2007, disputado en Paraguay.

### Participaciones en Sudamericanos
| Copa                        | Sede     | Resultado    |
| --------------------------- | -------- | ------------ |
| Sudamericano Sub-20 de 2007 | Paraguay | Tercer lugar |

## Clubes como jugador
| Club               | País      | Año       |
| ------------------ | --------- | --------- |
| Cerro              | Uruguay   | 2005-2009 |
| Newell's Old Boys  | Argentina | 2009-2010 |
| Red Bull Salzburgo | Austria   | 2010-2011 |
| Nacional           | Uruguay   | 2011-2012 |
| Círculo de Brujas  | Bélgica   | 2013      |
| Quilmes            | Argentina | 2013-2014 |
| Defensor Sporting  | Uruguay   | 2014      |
| Cerro              | Uruguay   | 2015      |
| Arsenal            | Argentina | 2016-2017 |
| Sarmiento de Junín | Argentina | 2017-2018 |
| Sport Huancayo     | Perú      | 2018      |
| Plaza Colonia      | Uruguay   | 2019      |
| Cerro              | Uruguay   | 2020-2021 |

## Clubes como entrenador
| Club                | País    | Año         |
| ------------------- | ------- | ----------- |
| Uruguay Montevideo  | Uruguay | 2023        |
| Deportivo Maldonado | Uruguay | 2024        |
| Albion              | Uruguay | 2024 - act. |

## Palmarés

### Títulos nacionales
| Título                    | Club     | País    | Año  |
| ------------------------- | -------- | ------- | ---- |
| Liguilla Pre-Libertadores | Cerro    | Uruguay | 2009 |
| Torneo Apertura           | Nacional | Uruguay | 2011 |
| Campeonato Uruguayo       | Nacional | Uruguay | 2012 |

### Distinciones individuales
| Distinción                                                | Año  |
| --------------------------------------------------------- | ---- |
| Máximo goleador de la Liguilla Pre-Libertadores (7 goles) | 2009 |